# Moon grin
moon grin（ムーングリン）は、MOERI、LUNAによる日本のシンセ・ポップユニット。東京都出身。都立日比谷高校の軽音楽部で知り合う。
2017年2月から都内を中心にライブ活動を開始。作詞・作曲・編曲・ボーカル・サンプラー・シンセサイザー・DJを MOERI が行う。
ベース・シンセサイザー・コーラス・DJ・MV等の動画制作を LUNA が行う。 
EDMやヒップホップ,テクノをルーツとした ミニマルなトラックメイクの上にメロディアスなボーカルをのせた楽曲が特徴。「月がにっこり笑う」でmoon grin 。
YouTubeでは、不定期にさまざまなテーマで動画配信をしている。

## 2017年
2月よりライブ活動開始。

## 2018年
2月、撮影を二人で行い、編集をLUNAが行った初のミュージックビデオ「Milky Way」をYouTubeにて公開。

## 2019年
３月ヴィレッジヴァンガードルミネエスト新宿店より「Milky Way」「404」の２曲入りCDを期間限定で販売。
５月ミュージックビデオ「シーラカンス」をYouTubeにて公開。

## メンバー
- MOERI（ボーカル、ギター、サンプラー、９月１７日 - ）東京都出身 O型。作詞、作曲、編曲を担当。慶應義塾大学卒。
- LUNA（ベース、シンセサイザー、コーラス、１２月２１日 - ）東京都出身 B型。動画編集も行う。